# Pazolastock
Pazolastock är en bergstopp i Schweiz.   Den ligger i regionen Surselva och kantonen Graubünden, i den centrala delen av landet, 100 km öster om huvudstaden Bern. Toppen på Pazolastock är 2 739 meter över havet, eller 55 meter över den omgivande terrängen. Bredden vid basen är 0,20 km.
Terrängen runt Pazolastock är bergig åt nordväst, men åt sydost är den kuperad. Närmaste större samhälle är Erstfeld, 19,0 km norr om Pazolastock. 
Trakten runt Pazolastock består i huvudsak av gräsmarker. Runt Pazolastock är det glesbefolkat, med 9 invånare per kvadratkilometer.